# Simplemente María (telenovela de 1989)
Simplemente María es una telenovela mexicana transmitida entre 1989 y 1990 por el El Canal de las Estrellas de Televisa. 
Es una adaptación de la telenovela original argentina Simplemente María del año 1967, escrita por Celia Alcántara, conocida por la versión peruana de 1969 y la adaptación argentina de 1980. 
Es una producción de Valentín Pimstein. Está considerada como una de las telenovelas mexicanas más exitosas de todos los tiempos a nivel internacional.
Protagonizada por Victoria Ruffo, Manuel Saval y Jaime Garza, con la participación antagónica de Gabriela Goldsmith junto a Frances Ondiviela y Mercedes Pascual.

## Argumento
En 1965, la inocente provinciana María López deja su pequeño poblado en el campo, buscando un mejor porvenir económico con destino a la Ciudad de México. Allí, conseguirá empleo como sirvienta en la casa de una adinerada familia. Durante un paseo dominical conoce a Juan Carlos del Villar. Juan Carlos, un desobligado al que solo le gusta pasarlo bien, empieza a cortejar a María, quien se enamora y se entrega a él. Pero como María era para Juan Carlos solo un pasatiempo, la abandona sin importarle que esté embarazada.
Víctor Carreño, un humilde profesor que vive con su madre Doña Matilde, conoce a María y se ofrece a ayudarla dada la angustiante situación en la que se encuentra. La acoge en su casa y le enseña a leer y escribir. A su vez María comienza a iniciarse como costurera, labor que termina realizando muy bien. Cuando nace José Ignacio, el hijo de María, Víctor quien se ha enamorado de ella le confiesa sus sentimientos, pero María ya herida y desengañada una vez se niega a enamorarse de nuevo, así que decide salir adelante por su cuenta.
24 años después, su esfuerzo fue recompensado, al convertirse en una respetada diseñadora con su propia casa de modas, y su hijo José Ignacio ya es un jovencito fuerte y apuesto. Las circunstancias harán que María vuelva a reencontrarse con Víctor y finalmente le corresponde a sus sentimientos, pues él nunca ha dejado de amarla. A su vez, José Ignacio conoce a Laura Rivera del Villar, una linda y dulce joven que resulta ser hija de nada más ni nada menos que de su tía Lorena del Villar, quien siempre odió y despreció a María, y ahora que se entera de que su hija está enamorada del hijo de su peor enemiga, su venganza no se hará esperar, iniciándose así una dura lucha para María al tener que hacerle frente a una enemiga demasiado peligrosa.

## Elenco
- Victoria Ruffo - María López
- Manuel Saval - Juan Carlos del Villar
- Jaime Garza - Víctor Carreño
- Gabriela Goldsmith - Lorena del Villar de Rivera
- Toño Mauri - José Ignacio López
- Amairani - Laura Rivera del Villar
- Silvia Derbez - Matilde Carreño
- Marcelo Buquet - Dr. Fernando Torres
- Manuel Ojeda - Ricardo Carreño
- Roberto Ballesteros - Arturo D'Angelle
- Frances Ondiviela - Natalia Preciado
- Rafael Inclán - Don Chema
- Andrea Legarreta - Ivonne Ayala
- David Ostrosky - Rodrigo de Peñalvert, Conde de Arenzo
- Salvador Sánchez - Roberto Valencia
- Raúl Padilla "Chóforo" - René (#1)
- César Arias - René (#2)
- Roberto Palazuelos - Pedro Cuevas
- Angélica Rivera - Isabella de Peñalvert de López
- Alejandro Aragón - Diego López
- Germán Bernal - Luis
- Claudio Báez - Gustavo del Villar
- Cecilia Camacho - Estela López de Reyes
- Constantino Costas - Clemente Reyes
- Esther Fernández - Doña Chayo
- Rosa Carmina - Camelia Ramos
- Mauricio Ferrari - Dr. Luis Valadez
- Bárbara Gil - Dulce Martínez
- Manuel López Ochoa  - Federico Reyes
- Servando Manzetti - Dr. Alberto Rivera
- Frank Méndez - Reynaldo Sotomayor
- Lola Merino - Fernanda Amolinar de Del Villar
- Karen Sentíes - Silvia Rebollar de Rivera
- Irlanda Mora - Caridad
- Rosalinda España - Esperanza[3]
- Inés Morales - Florencia Amolinar
- Adriana Parra - Rita Fernández de López
- Mercedes Pascual - Constanza de Peñalvert
- Raquel Parot - Madre Carmela
- Roxana Saucedo - Meche
- Carmen Amezcua - Meche # 2
- Juan Carlos Serrán - Román López
- Cuco Sánchez - Don Cuco
- Roberto Vander - Lic. Rafael Hidalgo
- Liliana Weimer - Brenda
- Rafael del Villar - Jacinto López
- Claudia Ortega - Nazaria Fernández
- Silvia Suárez - Amelia Alvear
- Miguel Suárez - Juez
- María Almela - Ana López de Sotomayor
- Javier Herranz - Marcos Carreño
- Juan Bernardo Gasca - Marcos Carreño (preadolescente)
- Jorge Poza - José Ignacio López (preadolescente)
- Rosario Granados - Doña Cruz Torres
- Rosa María Moreno - Sarita Zambrano
- Serrana - Zulema Muñoz
- Polly - Luisa
- Joana Brito - Doña Raquel
- Rocío Brambila - Julia Carreño
- Vanessa Bauche - Julia Carreño (preadolescente)
- Juan Ignacio Aranda - Pablo Alvear
- Eva Calvo - Doña Tulia
- Anette Le Pave - Justine
- José Roberto Hill - Esteban
- Silvia Campos - Violeta Alvear
- Aurora Cortés - Chana
- Maya Mishalska - Ofelia
- Nicky Mondellini - Isabel
- Sara Montes - Elvira
- Diana Golden - Carmen
- María Morett - Margarita López
- María Rebeca - Paulina Mateos
- Ignacio Retes - Abel Zambrano
- Tina Romero - Dra. Gabriela del Conde
- Gabriela Hassel - Iris
- Guadalupe Bolaños - Carolina
- Gustavo Cosain - Don Nacho López
- Leonor Llausás
- Ligia Escalante - Nadya
- Sergio Basáñez - Jean Claude Carre
- Juan Carlos Barreto - Benito
- Carlos Bonavides - Dr. Rojas
- Alberto González - Tomás
- Eduardo Borja - Jefe de estación
- Patricia Castro - Almira (#1)
- Myrrah Saavedra - Almira (#2)
- Sandra Félix - Sra. Urquiaga
- Estela Furlong - Sra. González
- Inés Jacome - Rufina
- Arturo Lorca - Lic. Hurtado
- Teresa Rábago - Eusebia
- Porfirio Baz - Germán Carreño
- Rodrigo Ramón - Germán Carreño (preadolescente)
- Lucy Reina - Perla "Perlita" Carreño
- Evangelina Sosa - Perla "Perlita" Carreño (preadolescente)
- Carlos García Tenorio - Juez
- Sergio Acosta - Detective Agustín Zepeda
- José María Fernández - Mauricio Egeyros[4]
- Angelina Peláez - La Prieta
- Beatriz Olea - Yolanda López
- Ricardo Vera - Teniente Ornelas
- Alejandro Calderón - Anselmo
- Luis Cárdenas
- Karin Charlotte - Bertha
- José Antonio de la Vega - Padre Pánfilo
- Guillermo Bothé
- Adriana Fierro - Amiga de Natalia
- Raúl Nava - Mayordomo de Rodrigo
- Guillermina Solé - Enfermera en Miami
- Celia Suárez - Doctora jefe en la Clínica Valadez
- Ana Iris Bosch - Doctora en la Clínica Valadez
- Irma Torres - Crisanta Fernández
- Jacqueline Voltaire - Nancy Williams
- Tony Rodríguez - Dr. Gonzalo Arvizo Arizmendi
- Víctor Carpinteiro - Sordomudo
- Antonio Rangel - Enrique Núñez
- Florencia Ferret - Claudia
- Charly Valentino - Teniente Acuña
- Arturo Guízar - Baldomero
- Pilar Souza - Enfermera de Lorena
- Florencia Rodríguez - Rosenda
- Gabriela Giraldi - Catalina "Cata"
- Henry Donadieu
- Elizabeth Roure
- Alejandro Treviño
- Antonio Brillas - Sacerdote
- Lucero León
- Dora Cordero
- Vicky Rodel

## Equipo de producción
- Historia original de: Celia Alcántara
- Libreto: Carlos Romero
- Adaptación: Kary Fajer, Gabriela Ortigoza
- Versión de TV: Valeria Phillips
- Edición literaria: Rosario Velicia
- Coordinación literaria: Lourdes Barrios
- Tema de entrada: Simplemente María
- Autor: José Antonio "Potro" Farías
- Tema de entrada: Simplemente María
- Autor: Paco Navarrete
- Letra: Viviana Pimstein
- Música: José Antonio "Potro" Farías
- Escenografía: Raúl Leal
- Ambientación: Rosalba Santoyo
- Diseño de vestuario: Raquel Parot
- Musicalización: Javier Ortega, Jesús Blanco, Mario Barreto
- Editores: Juan Carlos Frutos, Claudio González, Salvador Velasco
- Supervisión: Ignacio Sada Madero
- Coordinador de producción: Pablo Martínez de Velasco, Nicandro Díaz González
- Jefe de producción: Paulina Viesca Azuela
- Dirección de diálogos: Arturo García Tenorio, Mercedes Pascual
- Reparto: Arturo Guízar
- Dirección de locación: José Ambris
- Dirección de cámaras: Ernesto Arreola, Manuel Ruiz Esparza, Gabriel Vázquez Bulman
- Dirección de escena: Beatriz Sheridan, Arturo Ripstein
- Productores asociados: Verónica Pimstein, Salvador Mejía
- Productor: Valentín Pimstein

## Premios

### Premios TVyNovelas 1990
| Categoría                | Nominado(a)        | Resultado |
| ------------------------ | ------------------ | --------- |
| Mejor telenovela         | Valentín Pimstein  | Nominado  |
| Mejor actriz protagónica | Victoria Ruffo     | Nominada  |
| Mejor actor protagónico  | Manuel Saval       | Nominado  |
| Mejor villana            | Gabriela Goldsmith | Nominada  |

## Versiones
- Telenovela Simplemente María (Argentina, 1967) con Irma Roy, Alberto Argibay y Rodolfo Salerno.
- Telenovela Simplemente María (Perú, 1969, Panamericana TV) con Saby Kamalich, Ricardo Blume y Braulio Castillo.
- Telenovela Simplemente María (Brasil, 1970, TV Tupi) con Yoná Magalhães, Ênio Gonçalves y Carlos Alberto.
- Telenovela Simplemente María (Venezuela, 1971, Cadena Venezolana de Televisión, hoy Venezolana de Televisión) con Carmen Julia Álvarez, Eduardo Serrano y José Luis Rodríguez.
- Telenovela Rosa... de lejos (Argentina, 1980, ATC) con Leonor Benedetto y Juan Carlos Dual.
- Telenovela Simplemente María (Televisa 2015, México) con Claudia Álvarez, José Ron y Ferdinando Valencia.